# دوبرا وودا
دوبرا وودا (به لاتین: Dobra Voda) یک منطقهٔ مسکونی در مونته‌نگرو است که در شهرداری بار واقع شده‌است. دوبرا وودا ۱٬۰۴۶ نفر جمعیت دارد.